# Герб Білогородки
Герб Білгородки — офіційний геральдичний символ міста в передмісті Києва Білогородки.

## Опис
Герб є пурпуровим щитом з лазуровою хвилястою базою, перетятою нитяними золотими хвилястими балками. На цьому фоні зображений срібний лебідь у золотій короні. Над лебедем напис — 980 — рік заснування села. В верхній частині щита, що має прямокутні зубці, - напис «БІЛОГОРОДКА».